# Leopoldplatz
La Leopoldplatz (en français : place Léopold, d'après le prince Léopold d'Anhalt-Dessau) est une place de Berlin-Wedding. Cette place en longueur d'une superficie de 4,5 ha a reçu sa dénomination actuelle en 1891. Elle faisait partie autrefois de Berlin-Ouest.

## Historique

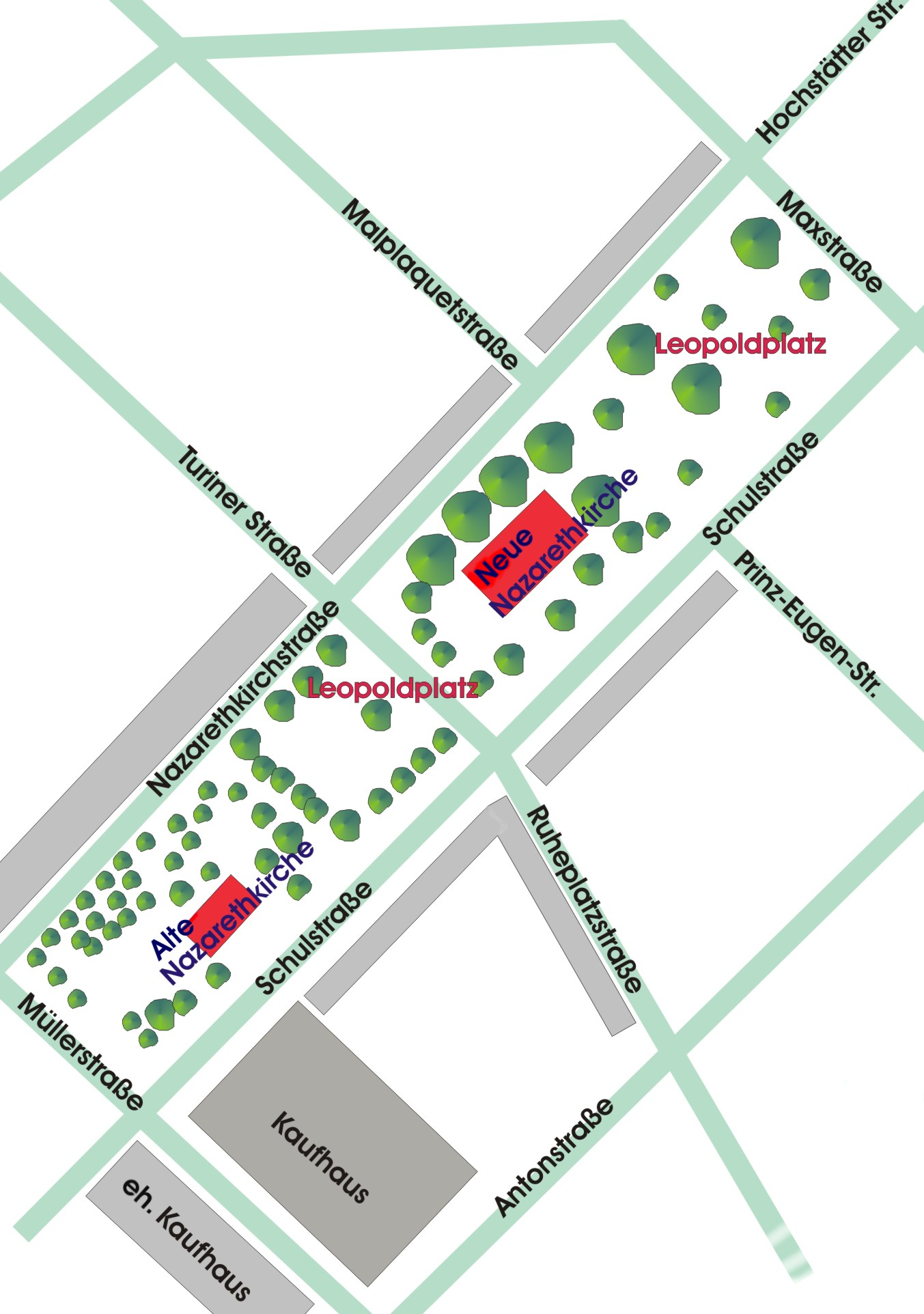
Plan de la Leopoldplatz

Cette place en longueur est bordée de la Schulstraße et de la Nazarethkirchstraße sur les grands côtés et de la Müllerstraße (de) et de la Maxstraße sur les petits côtés. C'est en 1880 que la communauté paroissiale luthérienne-protestante de Nazareth aménage en jardins le terrain qui se trouve derrière l'Ancienne église de Nazareth. C'est d'abord Hermann Mächtig qui aménage l'espace. Celui-ci s'effectue en trois temps : un premier entre 1882 et 1887 ; puis après que l'endroit eût reçu le nom de Leopoldplatz en 1891 et que la construction de la Neue Nazarethkirche eût commencé ; et enfin entre 1906 et 1909, lorsque le milieu de la place entre les deux églises est arrangé en jardin d'agrément.
À la fin de la Seconde Guerre mondiale tout l'environnement de la Müllerstraße est détruit et les églises sont sévèrement endommagées. Les femmes des ruines dégagent les gravats. La station souterraine de métro Leopoldplatz ouvre en 1961.
Il faut cependant attendre l'an 2000  pour que la place retrouve un aspect décent avec son espace vert. La partie nord est aménagée en terrains de sport, avec un labyrinthe pavé au milieu.
L'Alte Nazarethkirche, construite en 1832-1834 par Schinkel, se trouve au sud de la place et au milieu la Neue Nazarethkirche, construite en 1891-1893 par Max Spitta.
On remarque au coin de la Müllerstraße et de la Schulstraße une statue de bronze grandeur nature intitulée l'Adorant, copie d'une œuvre antique de 325 av. J.-C., qui se trouvait auparavant dans le parc du château de Sans-Souci.
Une fontaine ronde en granite d'Hauzenberg a été installée en 1985 devant l'Alte Nazarethkirche.
La place est bordée au sud de petits commerces d'alimentation et de supermarchés et au sud-est se trouve l'hôtel de ville de Wedding. La partie sud est utilisée pour un marché hebdomadaire et un marché  de produits biologiques. Une université populaire et une école secondaire se trouvent au nord, tandis que la maison paroissiale de l'Alte Nazarethkirche se trouve à la Nazarethkirchstraße.
Un petit marché bio avec des producteurs locaux est organisé les vendredis matin.

## Notes

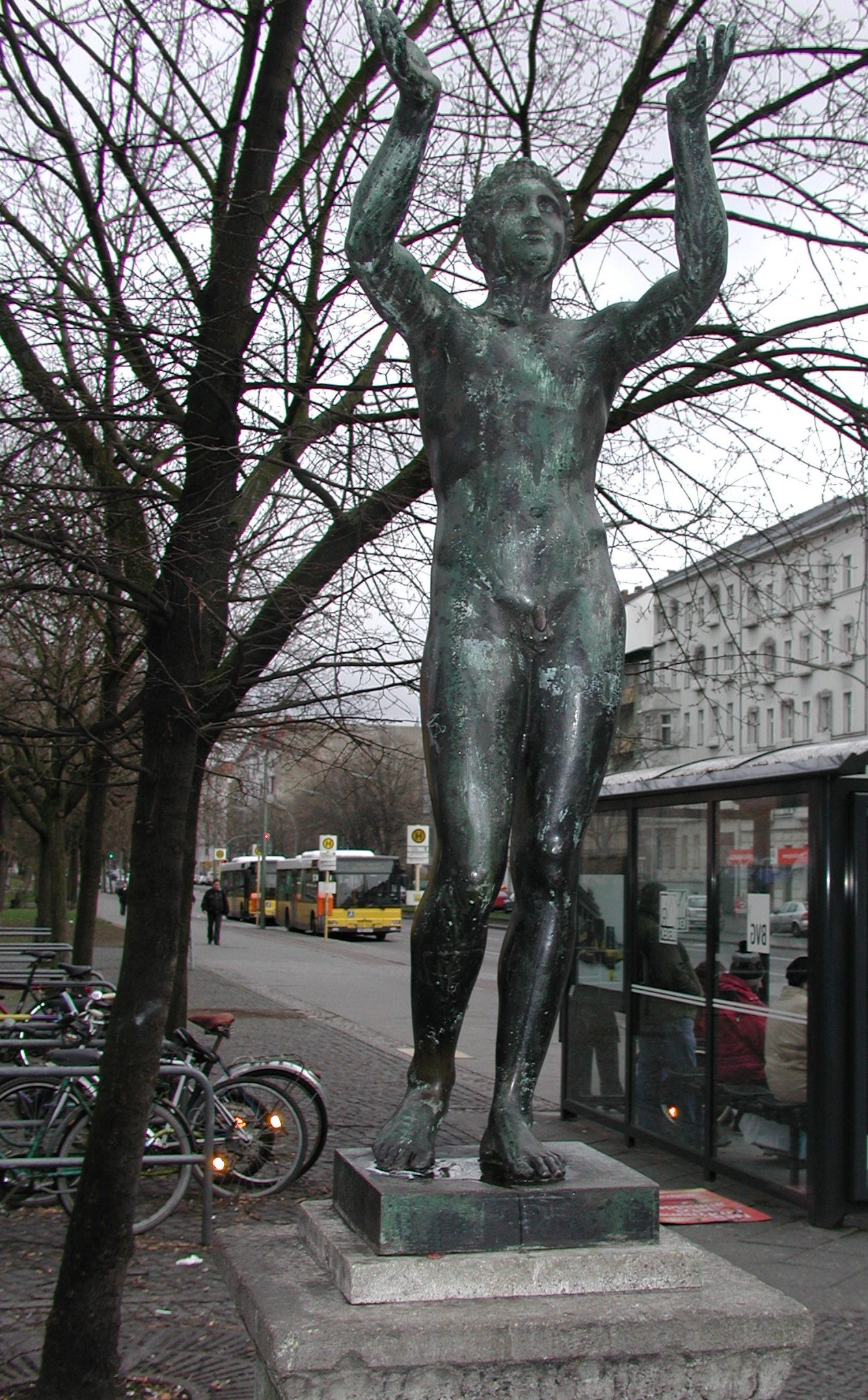
Statue de l'Adorant